# Beatrix Ruf
Beatrix Ruf (Singen, 1960) is een Duitse kunstkenner en kunstadviseur. Zij was van november 2014 tot en met oktober 2017 artistiek directeur van het Stedelijk Museum Amsterdam. Eerder vestigde ze haar naam als directeur van de Kunsthalle Zürich, van 2001 tot 2014.

## Carrière
Ruf studeerde psychologie, etnologie en kunst- en cultuurwetenschappen aan de Universiteit Zürich en dans aan het Conservatorium van Wenen. Na haar studie begon ze als freelance curator, choreografe en critica. Bij het Kunstmuseum des Kantons Thurgau was ze vanaf 1994 tentoonstellingsmaker. In 1998 werd ze directeur van het Kunsthaus in Glarus en in 2001 van de Kunsthalle Zürich. Naast haar reguliere werk was ze als curator betrokken bij de opbouw van de kunstcollectie van het uitgevershuis JRP Ringier. Tijdens haar periode in Zürich was zij als (mede)samensteller betrokken bij tentoonstellingen van hedendaagse kunst, waaronder de Tate Triennal 2006 in Tate Modern in Londen en de Yokohama Triennal 2008. Zij stond in 2013 op de zevende plaats van de 'Power Top 100 van kunstgrootheden' van het Amerikaanse tijdschrift Art Review.

### Stedelijk Museum
Het Stedelijk Museum Amsterdam maakte in april 2014 haar benoeming tot directeur bekend als opvolger van de enkele maanden eerder vertrokken Amerikaanse Ann Goldstein. Vanaf 1 november 2014 vormde Ruf de leiding van het museum samen met zakelijk directeur Karin van Gilst, die per 1 oktober 2017 vertrok.
In 2017 raakte Ruf in opspraak vanwege vermeende belangenverstrengeling. Dagblad NRC Handelsblad suggereerde dat Ruf flink had bijverdiend met het geven van kunstadviezen aan particulieren en bedrijven die kunst aan het museum in bruikleen gaven. Met haar kunstadviesbureau currentmatters B.V. maakte ze in 2015 een winst van meer dan 437.000 euro. De indruk was dat ze nevenactiviteiten verzwegen had. Op 17 oktober 2017 liet de raad van toezicht weten dat Ruf per direct opstapte. Volgens de toezichthouder was dit haar eigen besluit. In een interview in The New York Times stelde ze dat de raad van toezicht al haar nevenactiviteiten had goedgekeurd en dat ze er zeker van was alles goed te hebben verantwoord.
Uit een onafhankelijk onderzoek bleek dat Ruf geen belangenverstrengeling te verwijten viel. Ze had een flinke bonus gekregen voor werkzaamheden die ze verrichtte voordat ze directeur van het Stedelijk Museum werd. Ook had ze alle nevenfuncties gemeld. De onderzoekers vonden wel dat Ruf opener had moeten zijn over de hoge bonus.
In februari 2018 verscheen een paginagrote advertentie in Het Parool, waarin verschillende mensen uit de kunstwereld pleitten voor een terugkeer van Ruf bij het Stedelijk Museum. Ruf zelf voelde daar wel voor. De raad van toezicht wilde Ruf een adviseursrol geven, maar de interim-directie besloot in augustus 2018 dat niet te doen, omdat het haaks stond op het advies uit de onafhankelijke onderzoeken om schoon schip te maken in de organisatie.
In januari 2019 kwamen het Stedelijk Museum en Ruf met een gezamenlijke verklaring. Ruf zou definitief niet terugkeren als artistiek directeur, noch in een rol als adviseur. Wel werd niet uitgesloten dat Ruf kan 'worden uitgenodigd om bijvoorbeeld betrokken te zijn bij een bepaalde tentoonstelling of andere museale projecten, onder de verantwoordelijkheid van de nieuw te benoemen artistiek directeur'. Ruf werd opgevolgd als directeur van het Stedelijk Museum door Rein Wolfs. 

### Vervolg carrière
In 2020 werd Ruf directeur van de stichting Hartwig Art Foundation. De stichting is opgericht door Rob Defares en zal een nieuw museum voor hedendaagse kunst in Amsterdam openen. In 2020 werd ook het Hartwig Art Production Collection Fund opgericht. Met het fonds worden kunstwerken door kunstenaars geproduceerd en aangekocht. De kunstwerken worden vervolgens geschonken aan de Rijkscollectie. Na diverse gebouwen te hebben bekeken voor inrichting van het Hartwig museum, werd er besloten het te vestigen in het voormalige rechtbank gebouw (en rijksmonument) aan de Parnassusweg 220. De verbouwing begon in januari 2025 en zal een aantal jaren in beslag nemen (geschatte opening 2028). Ruf begon daarop in die buurt aan Parnassusweg 213 het in opzet veel kleinere Proxy; de naam is een toespeling op proximity (nabijheid). Het moet "een locatie worden voor de buurt en het toekomstig museumpubliek", aldus Ruf.
In 2023 cureerde Ruf de retrospectieve van Meredith Monk in de Oude Kerk (Amsterdam). 